# Don't Smile at Me
Don't Smile at Me (gestileerd als dont smile at me) is de debuut-ep van de Amerikaanse singer-songwriter Billie Eilish. Het werd op 11 augustus 2017 uitgebracht door Interscope Records en bevat meerdere eerder uitgebrachte singles.
De single My Boy werd gebruikt in de Amerikaanse televisieserie Shadowhunters en de single Ocean Eyes werd gebruikt in de films The Hate U Give (gebaseerd op het gelijknamige boek van Angie Thomas) en Everything, Everything (gebaseerd op het gelijknamige boek van Nicola Yoon).
In Nederland en Vlaanderen eindigde het album op nummer 10.

## Tracklist
| Nr. | Titel                    | Duur |
| --- | ------------------------ | ---- |
| 1.  | "Copycat"                | 3:13 |
| 2.  | "Idontwannabeyouanymore" | 3:23 |
| 3.  | "My Boy"                 | 2:50 |
| 4.  | "Watch"                  | 2:58 |
| 5.  | "Party Favor"            | 3:25 |
| 6.  | "Bellyache"              | 3:00 |
| 7.  | "Ocean Eyes"             | 3:20 |
| 8.  | "Hostage"                | 3:48 |